# Хамърфол
Хамърфол (на английски: HammerFall) е шведска пауър метъл група, създадена през 1993 г. в Гьотеборг от Оскар Друняк, Йеспер Стрьомблад и Юаким Канс. Групата съчетава традиционно за метъла звучене от 80-те години на 20 век с модерни за жанра тенденции.

## История
Хамърфол започват когато китаристът Оскар Друняк напуска „Ceremonial Oath“ и кани Йеспер Стрьомблад (от In Flames, също член на Ceremonial Oath) да започнат нов музикален проект за който идея той е имал от много време. Друняк вече е бил композирал песента „Steel Meets Steel“ която по-късно е включена в дебютния им албум. След време към тях се присъединяват китаристът Никлас Сундин, басистът Юхан Ларшон и вокалистът Микаел Стане (от Dark Tranquillity). Когато Никлас Сундин и Юхан Ларшон напускат следващата година, Глен Юнгстрьом (екс-In Flames) и Фредрик Ларшон (басист на шведската дет метъл група Dispatched) се включват.
И Друняк, и Стрьомблад участват в други банди по това време: не много успешната Кристъл Ейдж (Crystal Age) за Друняк и бандата която до голяма степен повлиява шведският мелодичен дет метъл – In Flames за Стрьомблад. Поради това Хамърфол е бил разглеждан като страничен проект на тях двамата за няколко години. Тяхната дейност (и на Хамърфол) е била ограничена до локално музикално състезание наречено „Роксглагет“ (Rockslaget). Групата имала няколко лични песни и обикновено свирили кавъри на групи като Pretty Maids, Джудас Прийст, и Алис Купър.

## Дискография

### Албуми
- Glory to the Brave (1997)
- Legacy of Kings (1998)
- Renegade (2000)
- Crimson Thunder (2002)
- One Crimson Night (2003, албум на живо)
- Chapter V: Unbent, Unbowed, Unbroken (2005)
- Threshold (2006)
- No Sacrifice, No Victory (2009)
- Infected (2011)
- (r)Evolution (2014)
- Dominion (2019)
- Hammer of Dawn (2022)
- Avenge the Fallen (2024)

### Сингли
- Glory to the Brave (1997)
- Heeding the Call (1998)
- I Want Out (1999)

1. „I Want Out“ 4:36
2. „At the End of the Rainbow“ 4:05
3. „Man on the Silver Mountain“ (Кавър на Blackmore, Dio) 5:55
4. „Glory to the Brave“ 21:01

- Renegade (2000)
- Always Will Be (2001)

1. „Always Will Be“
2. „Fallen One“
3. „Always Will Be“ (Acoustic)
4. „Breaking the Law“

- Hearts on Fire (2002)

1. „Hearts on Fire“
2. „We're Gonna Make It (Кавър на Twisted Sister)“
3. „Heeding the Call (на живо)“

и „Heeding the Call“ (на живо) (CD-Rom видео)
- Blood Bound (2005)
- The Fire Burns Forever (2006) (издаден само за платен даунлоад)
- Natural High (2006)
- Last Man Standing (2007) (издаден само за платен даунлоад)

### DVD-та
- The First Crusade (1999)
- The Templar Renegade Crusades (2002)
- Hearts On Fire (2002)
- One Crimson Night (2003)
- Rebels With A Cause – Unruly, Unrestrained, Uninhibited (2008)

### Компилации
- Steel Meets Steel - Ten Years of Glory (албум „Избрани“ – компилация) (2007)
- Masterpieces (кавър албум) (2008)
- Metallic Emotions – албум с различни певци от които следните две заглавия: „Dark Wings, Dark Words“ и „Blood Bound“.